# Bibliothèque principale de Turku
La Bibliothèque principale de Turku (finnois : Turun kaupunginkirjaston pääkirjasto) est la plus importante bibliothèque municipale de Turku en Finlande.

## La bibliothèque
La Bibliothèque municipale de Turku occupe trois bâtiments: l'ancien, le nouveau et un ancien immeuble de bureaux du gouverneur construit en 1818 qui est maintenant le café Sirius.
La mairie de Turku souhaitait détruire ce dernier immeuble mais suivant une décision de 1991 le protégeant la Direction des musées de Finlande et le Centre finlandais de l'environnement s'y opposeront.
De nos jours, une passerelle relie les trois édifices partant de l'ancien, traversant le café et menant au nouvel édifice.

## Ancien bâtiment
L'ancien bâtiment de la bibliothèque est offert à la ville par le conseiller commercial Fredric von Rettig.
Conçu par son neveu Karl August Wrede, l'édifice est construit en 1903 dans un style de la Renaissance hollandaise tardive et il rappelle la mairie de Stockholm,.
Historiquement, la bibliothèque est la troisième de Finlande après celles d'Helsinki et de Rauma.

## Nouveau bâtiment
En 2007, la bibliothèque municipale bénéficie d'un nouveau bâtiment, de 5 400 m2 de surface au sol, construit à côté de l'ancien.
Le concepteur est Asmo Jaaksi.
En construisant le bâtiment, selon le principe du pourcentage pour l'art, on commande les œuvres suivantes : 
- Alkukirjain ja Aakkoset de Saara Ekström[5],
- Visual Vortex - Passage of Events de Hans Christian Bergin[6],
- Vestigia de Hilkka Könönen[7],
- Hetkinen de Ann Sundholm[8],
- Esiintymä de Merja Pitkänen[9].

Ces œuvres sont gérées par le musée Wäinö Aaltonen.